# Compton (kráter)

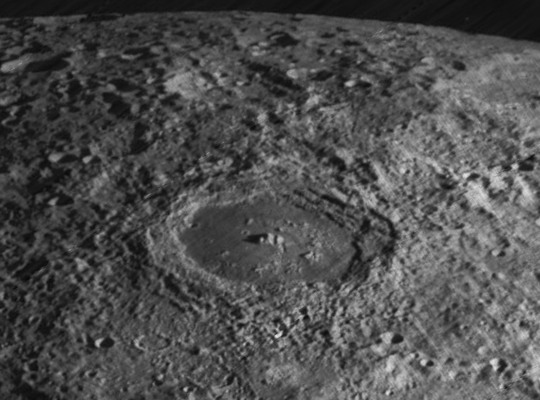
Snímek kráteru s okolím (Lunar Orbiter 4)

Compton je vystupující impaktní kráter, který se nachází v severní části odvrácené polokoule Měsíce. Leží východně od Mare Humboldtianum a jihozápadně od valové roviny kráteru Schwarzschild. Směrem na jihovýchod vystupuje silně erodovaný kráter Swann.
Mezinárodní astronomická unie název oficiálně přidělila v roce 1970.

## Vzhled
Kráter má přibližně kruhovitý tvar se širokým, nepravidelným, vnějším okrajem různé šířky. Vnitřní val je opatřen terasovitou, mírně svažující krajinou. V minulosti byl povrch konfigurován proudy lávy. Jeho albedo dosahuje nižší intenzity než okolní struktury, což vytváří tmavší vzhled kráteru.
Ve středu vyčnívá formace skalnatých útvarů, které jsou obklopeny půlkruhovými prstenci hor s rozeklanými vrcholy, ležícími v západní polovině kráteru. V prostoru prstence hor je dno zbrázděno skupinou úzkých rilles, a to především v severozápadní části.

## Pojmenování
Kráter byl pojmenován po amerických fyzicích a bratrech, držiteli Nobelovy ceny Arthuru Hollym Comptonovi (1892–1962) a Karlu Tayloru Comptonovi (1887–1954), jenž působil jako ředitel Massachusettského technologického institutu.

## Satelitní krátery
V okolí se nachází několik dalších kráterů. Ty byly označeny podle zavedených zvyklostí jménem hlavního kráteru a velkým písmenem abecedy.
| Compton | sel. šířka | sel. délka | průměr |
| ------- | ---------- | ---------- | ------ |
| E       | 55,4° S    | 113,4° V   | 19 km  |
| R       | 52,6° S    | 91,5° V    | 37 km  |
| W       | 58,6° S    | 97,2° V    | 16 km  |